# 成田愛純
成田 愛純（なりた あすみ、2002年7月13日 - ）は、日本の女優、ファッションモデル。神奈川県出身。ボックスコーポレーション所属。

## 略歴
幼いころから痩せた体がコンプレックスだった。
中学3年生の時、原宿でスカウトを受け事務所所属。
所属後初めて受けた『Seventeen』のオーディションで合格し専属モデルとしてデビュー。
2021年9月に第54回ミス日本コンテスト2022の東日本地区大会で東日本代表に選出され、翌年1月24日の本戦において「みどりの女神」に選ばれた。

## 人物
- 趣味：フィルムカメラ、料理 [1]
- 特技：習字、スイーツ作り[1]
- 座右の銘：「人あってこその自分、感謝の心を忘れない」[6]

## 出演

### テレビドラマ
- 都立水商! 〜令和〜（2019年5月6日 - 6月24日、MBS / 2019年5月8日 - 6月26日、TBS） - 長井杏奈 役[8][9]
- 仮面ライダーゼロワン（2019年9月1日 - 2020年8月30日、テレビ朝日） - シェスタ 役

### 映画
- GOZEN-純恋の剣-（2019年7月5日、東映ビデオ）
- 仮面ライダーシリーズ（東映） - シェスタ 役
  - 仮面ライダー 令和 ザ・ファースト・ジェネレーション（2019年12月21日）
  - 劇場版 仮面ライダーゼロワン REAL×TIME（2020年12月18日）

### MV
- 羊文学「ラッキー」（2021年3月28日）
- 久保あおい「片っぽの心 (prod. 上野大樹)」（2022年8月6日）

### CM
- MS&ADインシュアランス グループ「さあ、いい方の未来へ」第2弾（2021年11月 - ）
- Google「Google Pixel, AQUOS, Xperia」（2023年2月15日 - ）

## 書籍

### 雑誌
- Seventeen（2018年3月号 - 2021年1月号、集英社） - 専属モデル